# Mistrzostwa Świata w Łucznictwie 2009
45. Mistrzostwa świata w łucznictwie odbyły się w dniach 1–9 września 2009 w Ulsan (Korea Południowa).

## Reprezentacja Polski

### kobiety
- Małgorzata Ćwienczek (Czarna Strzała Bytom)
- Karina Lipiarska (Kmita Zabierzów)
- Justyna Mospinek (UKS Piątka Zgierz)

### mężczyźni
- Piotr Piątek (Łucznik Żywiec)
- Damian Goły (Łucznik Żywiec)
- Rafał Dobrowolski (Stella Kielce)

## Medaliści

### Strzelanie z łuku klasycznego
| Konkurencja:           | Złoto:                                                         | Srebro:                                                             | Brąz:                                                            |
| indywidualnie kobiet   | Joo Hyun-jung                                                  | Kwak Ye-ji                                                          | Natalia Sánchez                                                  |
| indywidualnie mężczyzn | Lee Chang-hwan                                                 | Im Dong-hyun                                                        | Wiktor Ruban                                                     |
| drużynowo kobiet       | Korea Południowa · Joo Hyun-jung · Kwak Ye-ji · Yun Ok-hee     | Japonia · Miki Kanie · Asako Matsunaga · Sayami Matsushita          | Rosja · Tatjana Borodaj · Natalia Erdynijewa · Tatjana Siegina   |
| drużynowo mężczyzn     | Korea Południowa · Im Dong-hyun · Lee Chang-hwan · Oh Jin-hyek | Francja · Thomas Aubert · Romain Girouille · Jean-Charles Valladont | Japonia · Hideki Kikuchi · Hiroshi Yamamoto · Hiroyuki Yoshinaga |
| mikst                  | Ukraina · Wiktoria Kowal · Wiktor Ruban                        | Chiny · Zhao Ling · Xue Haifeng                                     | Korea Południowa · Kwak Ye-ji · Oh Jin-hyek                      |

### Strzelanie z łuku bloczkowego
| Konkurencja:           | Złoto:                                                                  | Srebro:                                                          | Brąz:                                                              |
| indywidualnie kobiet   | Albina Łoginowa                                                         | Jorina Coetzee                                                   | Laura Longo                                                        |
| indywidualnie mężczyzn | Reo Wilde                                                               | Liam Grimwood                                                    | Stephen Clifton                                                    |
| drużynowo kobiet       | Rosja · Wiktoria Balżanowa · Jekaterina Korobejnikowa · Albina Łoginowa | Korea Południowa · Kwon Oh-hyang · Seo Jung-hee · Seok Ji-hyun   | Stany Zjednoczone · Erika Anschutz · Kendal Nicely · Diane Watson  |
| drużynowo mężczyzn     | Stany Zjednoczone · Dave Cousins · Braden Gellenthien · Reo Wilde       | Rosja · Władimir Fiedosow · Danzan Chałudorow · Anton Chłyszenko | Salwador · Rigoberto Hernandez · Roberto Hernández · Jorge Jimenez |
| mikst                  | Rosja · Albina Łoginowa · Władimir Fedosor                              | Dania · Camilla Soemod · Martin Damsbo                           | Kanada · Ashley Wallace · Kevin Tataryn                            |

## Klasyfikacja medalowa
| Lp. | Państwo           | Złoto | Srebro | Brąz | Razem |
| 1   | Korea Południowa  | 4     | 3      | 1    | 8     |
| 1   | Rosja             | 3     | 1      | 1    | 5     |
| 3   | Stany Zjednoczone | 2     | -      | 1    | 3     |
| 4   | Ukraina           | 1     | -      | 1    | 2     |
| 5   | Japonia           | -     | 1      | 1    | 2     |
| 6   | Chiny             | -     | 1      | -    | 1     |
| 6   | Dania             | -     | 1      | -    | 1     |
| 6   | Francja           | -     | 1      | -    | 1     |
| 6   | Południowa Afryka | -     | 1      | -    | 1     |
| 6   | Wielka Brytania   | -     | 1      | -    | 1     |
| 11  | Włochy            | -     | -      | 1    | 1     |
| 11  | Kanada            | -     | -      | 1    | 1     |
| 11  | Kolumbia          | -     | -      | 1    | 1     |
| 11  | Nowa Zelandia     | -     | -      | 1    | 1     |
| 11  | Salwador          | -     | -      | 1    | 1     |